# Shigeru Onishi
Pour les articles homonymes, voir Onishi.
Shigeru Ōnishi (大西 茂, Ōnishi Shigeru) (2 novembre 1928 à Takahashi – 2 décembre 1994 à Okayama) est un artiste visuel japonais. À partir de 1950, Ōnishi est d’abord actif en tant que photographe, puis il se tourne peu à peu vers la peinture à l’encre abstraite.
Photographe autodidacte, il se familiarise avec diverses techniques photographiques et il fait également des expériences lors du développement de ses films et de ses tirages. Il crée des images expérimentales en essayant les expositions multiples, en altérant le processus de développement avec des pinceaux, des éponges, des agents chimiques décolorants, en manipulant la tonalité des couleurs avec des variations de température, etc.. Ses calligraphies réalisées à base d’encre sumi sont présentées en Europe aux côtés d'œuvres d'artistes du groupe Gutai par Michel Tapié dans le cadre des activités du mouvement d'Art informel.

## Biographie

### Premières années
Ōnishi est né dans la ville de Takahashi dans le département d'Okayama, au Japon. Il est diplômé du lycée de la ville de Takahashi, spécialisé en mathématiques et en sciences. Dans un article de magazine photographique présentant son travail, son ami, le critique d’art Ogura Tadao 小倉忠夫 (1929-), déclare que, jeune, Ōnishi ne témoignait d’aucun intérêt pour les études, à l’exception de deux ou trois matières. Alors que les autres élèves se hâtaient vers les centres d'examen, Ōnishi préférait partir en randonnée. Ogura mentionne également que Ōnishi s'intéressait à la divination et qu’il a créé son propre système divinatoire. Il ajoute qu'adolescent précoce, Ōnishi déconcertait souvent son professeur de philosophie en venant au tableau pour expliquer des sujets difficiles.

### Formation universitaire
Ōnishi s’inscrit à l'Université de Hokkaidō pour étudier la topologie et obtient son diplôme de Master en 1953. Il rejoint ensuite le laboratoire de mathématiques de la Faculté des sciences. Il travaille alors sur un traité de mathématique théorique intitulé Étude du méta-infini (超無限の研究chō mugen no kenkyū), qui est considéré comme l'œuvre de sa vie. C’est à cette époque que Ōnishi se met à la photographie, car il veut transposer ses théories mathématiques dans le domaine de l’art. Chaque jour, il griffonne également des dizaines de croquis abstraits à l'encre rouge.
Selon Michel Tapié, Ōnishi était bouddhiste. En effet, après l'obtention de son diplôme universitaire, Ōnishi passe du temps dans un temple zen. C’est là qu’il commence à travailler avec de l'encre sumi.
Sa photographie expérimentale et sa peinture à l'encre ont toutes deux commencé lorsqu’il résidait à Hokkaidō.

## Carrière artistique

### Premières œuvres photographiques expérimentales, 1955-1957
En 1955, Ōnishi bénéficie de sa première exposition personnelle à la Nabis Gallery à Tokyo. Il explique dans le tract de l'exposition qu’il a « utilisé l’exposition multiple, la solarisation, et d'autres techniques variées […] Il y a des œuvres pour lesquelles [il s'est] à peine servi de l'objectif de l'appareil photo. » Le tract comprend également des textes de l’artiste et critique Takiguchi Shūzō 瀧口 修造 (1903-1979), ainsi que du photographe Kanamaru Shigene 金丸 重嶺 (1900-1977). Les photographies expérimentales qu’il montre lors de cette exposition choquent les spectateurs. En réaction, Fukushima Tatsuo 福島 辰夫 (1928-2017), un critique photographique influent sur la scène japonaise, écrit : « Ōnishi Shigeru fait partie de ces photographes dont le travail exprime le malaise et l'angoisse des individus de notre époque et me frappe. Son œuvre prend une position agressive contre tout ce qui nous blesse et nous nuit, mais je sens également qu'elle met en garde nos âmes apprivoisées qui, lorsqu'elles sont confrontées à des choses aussi néfastes, procèdent en essayant d'oublier, d'esquiver, ou de nier. Ses photographies secouent nos âmes engourdies et leur apprennent à haïr ce qui est odieux. La force qu'elles déploient – à l'opposé de ce que l'on voit dans les salons plus accommodants – est essentielle pour la société. » En mars 1957, la Gallery Takemiya à Tokyo organise la deuxième exposition personnelle de Ōnishi. Elle est intitulée Deuxième Exposition de photographies par Ōnishi Shigeru, et est organisée par Takiguchi Shūzō. Profondément engagé dans la poursuite de la photographie à travers le prisme des mathématiques, Ōnishi écrit dans un essai rédigé pour cette exposition que le but de son travail photographique est « de connaître les conditions de la formation du sujet fondée sur un désir de poursuivre des propositions métamathématiques telles que la "possibilité d'existence" et "la possibilité d'un travail arbitraire" ».

### Liens avec le mouvement de la photographie subjective, 1956-1958
En 1956, ses œuvres sont présentées dans une exposition itinérante organisée par Sankei Camera au grand magasin Takashimaya de Nihonbashi à Tokyo et intitulée Première exposition internationale de Photographie Subjective. Cette exposition est centrée sur le mouvement de Subjektive Fotografie initié par le photographe allemand Otto Steinert et comprend plusieurs artistes japonais, dont Ōnishi. Un an après cette exposition, les photographies de Ōnishi sont présentées dans un dossier spécial sur les photographes subjectivistes avec d'autres artistes majeurs du mouvement, tels que Kōichi Sako.
En mars 1958, Ōnishi participe à l'exposition Photographie Subjective Japonaise au FujiFilm Photo Salon de Tokyo, organisée par la Société japonaise de Photographie Subjective, créée deux ans plus tôt.

### Connexions avec Gutai, 1957-1961
À la fin des années 1950, Ōnishi estime que les propositions mathématiques qui sont la fondation de son travail artistique dépassent le cadre de la photographie et il change ainsi d’orientation. Tout en continuant à travailler sur son traité de mathématique théorique, il se tourne alors vers la peinture abstraite de grand format réalisée à l'encre.
Au même moment, Ōnishi rencontre le critique français Michel Tapié, et par son intermédiaire, il participe à plusieurs expositions organisées par le groupe Gutai. Des peintures abstraites à l'encre de Ōnishi sont ainsi montrées en 1957 à l’exposition internationale Contemporary World Art, organisée par Tapié. Cette exposition qui se concentre sur l'art informel est d’abord montrée au Bridgestone Museum of Art à Tokyo, puis au grand magasin Daimaru d'Osaka. En 1958, il participe ensuite au Festival international d'Osaka – Art international d'une nouvelle ère : Informel et Gutai, tenue d'abord à Osaka puis à Nagasaki, Hiroshima, Tokyo et Kyoto. En 1959, il apparaît également dans l’exposition Quinze artistes contemporains japonais recommandés par Tapié à la Gendai Gallery, Tokyo.
Les premières apparitions des œuvres de Ōnishi à l’étranger après sa rencontre avec Tapié ont lieu en 1959. De mai à juin 1959, son travail est présenté à l'exposition Arte Nuova: Esposizione Internazionale di Pittura e Scultura (Nouvel Art: Exposition internationale de peinture et de sculpture) au Palazzo Graneri de Turin, en Italie. Il fait aussi partie de l’exposition METAMORPHISMES à La Galerie Stadler à Paris. (Rodolphe Stadler avait engagé Tapié comme conseiller artistique en ouvrant la galerie en octobre 1955.)
En mars 1961, Ōnishi est inclus dans l’exposition Continuité et avant-garde au Japon, organisée au Centre international de recherche esthétique de Turin, institution aujourd'hui fermée que Tapié avait cofondé.
Toutefois, bien que Ōnishi ait été présenté dans plusieurs expositions aux côtés du groupe Gutai et qu’il ait eu de nombreux échanges avec Tapié, il semble qu'il n'ait jamais été membre à part entière du groupe Gutai.

### Expositions en Europe entre les années 1960 et les années 1990
Après une exposition personnelle organisée à la Gendai Gallery, Tokyo, en avril 1960 et consacrée à ses œuvres calligraphiques, Ōnishi n’exposera plus au Japon pendant presque 20 ans.
Dans "Compositions intelligentes : explorations des possibilités de l'encre par Shigeru Ōnishi ", une critique de cette exposition parue dans le journal Yomiuri Shinbun, le critique d'art Yūsuke Nakahara 中原 佑介 (1931-2011) différencie l'œuvre calligraphique de Ōnishi des autres œuvres calligraphiques japonaises typiques. Nakahara déclare : « Les œuvres de Ōnishi sont réalisées à l'encre, mais elles créent un monde différent de celui de la calligraphie moderniste. Cette séparation est probablement due au fait que l'artiste est profondément conscient des possibilités et des limites de l'encre en tant que matériau. Le monde qu'il crée résulte de son dévouement à sa vision singulière. Le caractère unique de Ōnishi vient d’une expression spatiale convergente influencée par les lignes subtilement ombrées de l'encre sumi. La composition est épurée et intellectuelle. Le pouvoir dramatique intérieur est relégué à l'arrière-plan. » En 1961, en plus de son apparition dans l’exposition Continuité et avant-garde au Japon, ses œuvres sont aussi présentées dans le catalogue grand format Onishi (Baroques Ensemblistes 5) publié par Edizioni d'Arte Fratelli Pozzo, Turin.
En 1969, le Centre international de recherche esthétique de Turin publie la première monographie de Ōnishi intitulée A Study of Meta-Infinite: Logic of Continuum (1). Au fil des pages de cette monographie, on peut découvrir le traité théorique développé par Ōnishi. L'année suivante, Orangerie Multiples à Cologne publie son texte théorique Super Function Theory.
Bien que ses peintures abstraites à l'encre soient largement exposées et publiées dans toute l'Europe entre les années 1950 et les années 1970, il ne se sociabilise pas pour autant avec les cercles artistiques internationaux. En Europe, ses calligraphies abstraites sont bien accueillies, mais les photographies qu’il a précédemment réalisées sont largement ignorées.
Au fil des années, les critiques d’art tentent de le rapprocher de nombreux mouvements artistiques, mais Ōnishi ne s'associe jamais lui-même à des mouvements spécifiques. Il s'éloigne du médium de la photographie, de sorte qu'il ne s'engage jamais pleinement dans le mouvement de la photographie subjective. Et il ne rejoint pas non plus Gutai bien qu'il soit fortement lié à Tapié. Ōnishi restera à Okayama jusqu'à sa mort en 1994, où il continuera à travailler sur son projet principal : sa recherche mathématique.
De la fin des années 1970 aux années 1990, ses œuvres calligraphiques et In Search for the Meta-Infinite sont inclus dans des expositions collectives au Musée d'art départemental de Nara, au Centre culturel d'Okayama et au Musée national d'art d'Osaka.
Dans un texte que Tapié écrit pour A Study of the Meta-Infinite, il se souvient que Ōnishi était habité par sa passion et il décrit leur rencontre à l’occasion du Festival international du ciel d'Osaka en 1960. Quand Ōnishi arriva à Osaka, il était tellement excité de voir Tapié et de lui expliquer ses nouvelles découvertes mathématiques que le traducteur n’arrivait pas suivre à cause du vocabulaire très pointu emprunté au français, à l'anglais et à l'allemand.

## Carrière posthume
Quand Ōnishi décède dans la ville d'Okayama en 1994, les œuvres contenues dans les biens de sa succession sont confiées à deux parties : ses peintures sont confiées au musée d'art du département d'Okayama et ses photographies à Ryūichi Kaneko 金子 隆一 (1948-2021), historien de la photographie alors conservateur au Tokyo Metropolitan Museum of Photography (aujourd’hui, TOP Museum). En 2014, Kaneko, qui est aussi un chercheur et un collectionneur prolifique de livres de photographie, organise une exposition personnelle consacrée à ses œuvres photographiques, intitulée Shigeru Ōnishi: Elusive Avant-Garde Photographer à la Galerie Omotesando, à Tokyo.
En 2017, la galerie MEM, Tokyo, organise une exposition personnelle des œuvres photographiques de Ōnishi sur son booth à Paris Photo. Bien que les peintures calligraphiques de Ōnishi aient été présentées à l'international, notamment en Europe, par l’intermédiaire de Tapié, l’exposition à Paris Photo 2017 marque la première présentation de ses œuvres photographiques à un public international. Elle devient le point de départ de la réévaluation de la carrière de Ōnishi en tant que peintre et mathématicien à travers le prisme de sa carrière de photographe et, elle ravive un intérêt international pour son travail. Ses photographies sont alors incluses dans les collections du MoMA, de la New York Public Library et du Bombas Gens – Centre d'Art, Valence.
Ses photographies sont présentées dans l'exposition collective Collection 1940s–1970s au MoMA de New York de 2019 à 2020 pour la première exposition inaugurant la réouverture du musée après sa rénovation à grande échelle. Et les premières expositions personnelles de Ōnishi dans des musées hors Japon sont ensuite organisées au musée de la photographie Foam, Amsterdam, et au Bombas Gens – Centre d'Art, Valence de 2021 à 2022.
En 2021, la maison d’édition Steidl publie la première monographie consacrée aux photographies de Ōnishi intitulée A Metamathematical Proposition. Le livre est dirigé par Manfred Heiting, un éminent expert et collectionneur de photographie, en collaboration avec la galerie MEM. Le volume contient un essai de Ryūichi Kaneko qui positionne Ōnishi dans une histoire plus large de la photographie japonaise et de la photographie moderne. Kaneko écrit : « Arrivé sur la scène photographique à la fin des années 1950, Shigeru Ōnishi n'y a jamais trouvé sa place. Il avait pourtant été remarqué par certains critiques et magazines. Alors qu'il aurait mérité des éloges pour les œuvres qu'il a présentées dans le cadre des activités mondiales glamour du mouvement de l’Art informel, il est juste de dire que sa production photographique précédant immédiatement sa transition vers l'encre abstraite a été presque totalement ignorée... C'est peut-être parce qu'il a refusé de situer ses propres créations dans des cadres critiques qui correspondaient à leur style visuel ou à leurs méthodes, comme ceux de l'Art informel ou de la photographie subjective… Je suis convaincu que sa photographie a le potentiel de recadrer notre compréhension historique de la photographie japonaise d'après-guerre, et plus encore, de déconstruire l'institution même de la photographie moderne. »

## Expositions personnelles
- 1955 : The First Shigeru Onishi Photography Exhibition, Nabis Gallery, Tokyo, Japon
- 1957 : The Second Shigeru Onishi Photography Exhibition, Takemiya Gallery, Tokyo, Japon
- 1960 : exposition personnelle, Gendai Gallery, Tokyo, Japon
- 2014 : Shigeru Onishi: Elusive Avant-Garde Photographer, Galerie Omotesando, Tokyo, Japon
- 2021-2022 : Shigeru Onishi: The Possibility of Existence, musée de la photographie Foam, Amsterdam, Pays-Bas
- 2022-2023 : Shigeru Onishi: In Search of Meta-Infinite, Bombas Gens – Centre d'Art, Valence, Espagne

## Expositions collectives
- 1956 : The First International Subjective Photography Exhibition, grand magasin Takashimaya de Nihonbashi, Tokyo, Japon
- 1957 : Contemporary World Art, Bridgestone Museum of Art, Tokyo, Japon
- 1957 : Contemporary World Art, grand magasin Daimaru, Osaka, Japon
- 1958 : Osaka International Festival—The International Art of a New Era, Informel and Gutai, grand magasin Takashimaya, Namba, Osaka, Japon
- 1958 : Japanese Subjective Photography, FujiFilm Photo Salon, Tokyo, Japon
- 1959 : Arte Nuova: Esposizione Internazionale di Pittura e Scultura, Palazzo Graneri, Turin, Italie
- 1959 : Fifteen Japanese Contemporary Artists Recommended by Tapie, Gendai Gallery, Tokyo, Japon
- 1959 : MÉTAMORPHISMES, Galerie Stadler, Paris, France
- 1960 : International Sky Festival, grand magasin Takashimaya, Namba, Osaka, Japon
- 1961 : Continuité et avant-garde au Japon, International Center of Aesthetic Research, Turin, Italie
- 1962 : Strutture e Stile. Pitture e sculture di 42 artisti d’Europa, America e Giappone, Galleria Civica d’Arte Moderna, Turin, Italie
- 1964 : Intuiciones y realizaciones formales, Centro de Artes Visuales, Instituto Torcuato Di Tella, Buenos Aires, Argentine
- 1964 : Esposizione dei Pittori, International Center of Aesthetic Research, Turin, Italie
- 1965 : Le baroque généralisé, International Center of Aesthetic Research, Turin, Italie
- 1969 : Isologie–Homologie–Analogie : D'un esprit exact, d'un espace lyrique. D'un espace exact, d'un esprit lyrique. Serpan–Filhos–Onishi, Galerie Stadler, Paris, France
- 1973 : Maîtres du Japon : Insho, Onishi, Suzuki, Teshigahara, Galerie Albert Verbeke, Paris, France
- 1977 : Nihon no chūshō kaiga: Anforumeru o chūshin to shite (Peinture abstraite au Japon: Focus sur l’Art informel), Okayama Cultural Center, Okayama, Japon
- 1981 : Ōhashi Kaichi korekushon kara: Gendai bijutsu no sekai (Le monde de l’art contemporain dans la collection Kaichi Ohashi), Nara Prefectural Museum of Arts, Nara, Japon
- 1985 : Action et émotion, peintures des années 50: Informel, Gutaï, Cobra, National Museum of Art, Osaka, Japon
- 1987 : Recent Acquisitions 1985-86, The National Museum of Art, Osaka, Japon
- 1989 : Kaiga to moji: Kakareta moji/kakareta e (Peinture et écriture: lettres peintes et peintures écrites), Hakodate Museum of Art, Hokkaido, Japon
- 1989 : Sumi no sekai ten (Le monde de l’encre), Seibu Hall, grand magasin Seibu Otsu, Shiga, Japon
- 1992 : Calligraphy and Painting: The Passionate Age: 1945–1969, O Art Museum, Tokyo, Japon
- 1998 : Aspects of Line, The National Museum of Art, Osaka, Japon
- 2000 : Mirukoto no saihakken—Motto bijutsu o tanoshimu tameni (Redécouvrir l’acte de voir — Pour mieux apprécier l’art), Okayama Prefectural Museum of Art, Okayama, Japon
- 2002 : Sengo Okayama no bijutsu: Zen’ei tachi no sugata (“L’art dans le Okayama d’après guerre : les pionniers), Okayama Prefectural Museum of Art, Okayama, Japon
- 2016 : A Feverish Era: Art Informel and the Expansion of Japanese Artistic Expression in the 1950s and ’60s, The National Museum of Modern Art, Kyoto, Japon
- 2019 : Japanese Nudes, Japan Museum SieboldHuis, Leiden, Pays-Bas
- 2019 : Collection 1940s-1970s, The Museum of Modern Art, New York, États-Unis

## Collections publiques et privées (sélection)
- The National Museum of Modern Art, Kyoto (Kyoto)
- The National Museum of Art, Osaka (Osaka)
- Ohara Museum of Art (Kurashiki)
- Nara Prefectural Museum of Art (Nara)
- The Museum of Modern Art (New York)
- The New York Public Library (New York)
- Bombas Gens Centre d’Art (Valence)